# Roland Cazaux
 (septembre 2024).
Si vous disposez d'ouvrages ou d'articles de référence ou si vous connaissez des sites web de qualité traitant du thème abordé ici, merci de compléter l'article en donnant les références utiles à sa vérifiabilité et en les liant à la section « Notes et références ».
Roland Cazaux, né en septembre 1958 à Dax, est un violeur en série français.

## Biographie

### Enfance et formation
Roland Cazaux était contremaître dans une entreprise de BTP.

### Première agression
Le 10 décembre 1982, portant une cagoule, sur une route de campagne où elle circule, il oblige une jeune femme du nom de Laure à s'arrêter. Cazaux prétend être en cavale à la suite d'un vol commis sur un chantier voisin. Cazaux contraint la jeune femme à s’engager dans un chemin forestier mais Laure, décidée à éviter le viol, engage le dialogue avec son agresseur. Elle lui promet de ne rien révéler et lui propose de le revoir par la suite. Cazaux s'apaise alors et lui raconte sa vie avant de la libérer.
Laure dépose plainte, le 11 décembre 1982, pour agression sexuelle et décrit son agresseur. Les gendarmes identifient un suspect correspondant au témoignage de Laure : il s'agit de Roland Cazaux, âgé de 24 ans.

### Première affaire d'agression sexuelle
Roland Cazaux est arrêté le 12 décembre 1982, pour les faits agressions sexuelles qui lui sont reprochés.
En 1983, Cazaux est condamné à un an de prison, dont trois mois ferme, par le Tribunal correctionnel de Dax, pour attentat à la pudeur. Il est libéré à la suite de sa condamnation[réf. nécessaire].
De 1983 à 1984, Cazaux suit un traitement médical comme le prévoit sa libération, car les experts psychiatres ont mis en garde la cour contre le risque important de récidive de l'accusé. Au bout d'un an de traitement, celui-ci s'achève et Cazaux refait sa vie avec une femme. Bien qu'il ait une compagne, Cazaux n'oublie cependant pas ses pulsions et fantasmes sexuels envers les femmes, tout en se sachant connu des services de police pour ces faits.
À partir de 1987, Cazaux repère ses proies lors de ses déplacements professionnels. Il est alors surnommé le Chat en raison de sa discrétion et de ses crimes commis de nuit, par son habitude de s'introduire chez ses victimes par les fenêtres ainsi que de sa faculté à ne pas se faire repérer par ses victimes.

### Série de viols
Dans la nuit du 16 au 17 juillet 1987, Roland Cazaux s'introduit dans un appartement situé à Arcachon. Dominique, la résidente, dort paisiblement, lorsque Roland Cazaux s'introduit chez elle par effraction en déclarant être un toxicomane à court d'argent pour se payer des stupéfiants. Lorsque Cazaux tourne le dos, en coupant le compteur électrique, Dominique part protéger sa fille de six ans, en la jetant du premier étage en la faisant atterrir sur un buisson, afin de la protéger de son agresseur dont elle ignore les intentions. Revenue dans sa chambre, Dominique est encerclée par Cazaux. Cazaux la viole puis prend la fuite. Lorsque le violeur quitte les lieux, Dominique sort de son immeuble afin de reprendre sa fille, qui est saine et sauve. Dominique porte plainte pour viol et raconte que son violeur lui a dit être toxicomane. Une enquête est ouverte.
Un toxicomane de 25 ans est interpellé le 20 juillet 1987, puis placé devant une vitre sans tain dans le but d'établir une reconnaissance entre la victime et l'auteur du viol. Bien que Dominique ne puisse pas établir une reconnaissance formelle de son violeur, du fait que l'agression ait eu lieu en pleine nuit, le toxicomane est inculpé de viol puis placé en détention provisoire.
Une nuit de mars 1988, Cazaux s'introduit chez une autre femme, dans un immeuble d'Arcachon, situé à quelques rues de celui de la première victime. Cazaux coupe le compteur électrique, réveille sa victime, la ligote à l'aide d'une cordelette, lui fait croire à un cambriolage puis la viole et prend la fuite sans que la victime ne puisse décrire le visage de son violeur. Elle porte plainte pour viol, mais sans pouvoir décrire le visage de son violeur car, comme pour le viol de Dominique, les faits se sont déroulés durant la nuit.
Les enquêteurs, qui travaillent également sur le viol de Dominique, remarquent que les deux viols, perpétrés à huit mois d'intervalle, pourraient être liés à un seul auteur. Bien que le toxicomane soit en détention provisoire, sa remise en liberté est immédiatement ordonnée, du fait qu'il n'y ait aucune preuve certaine sur sa culpabilité dans le viol de Dominique. Le toxicomane est remis en liberté en mai 1988.
Une nuit de novembre 1988, Cazaux viole une autre femme, toujours dans un appartement d'Arcachon, avec le même mode opératoire : Cazaux s'introduit chez une femme seule, coupe le compteur électrique, la réveille, lui attache les mains dans le dos avec une cordelette, lui fait croire à un cambriolage, la viole puis s'enfuit. La victime porte plainte pour viol mais, là encore, elle ne peut décrire le visage de son violeur, du fait que l'agression s'est déroulée en pleine nuit. Une enquête est ouverte, mais sans pour autant établir de rapprochement avec les deux précédentes affaires.
Roland Cazaux récidive en 1991, en s'introduisant chez une femme pendant la nuit. Cazaux coupe le compteur électrique, la réveille, la ligote avec une cordelette, lui fait croire à un cambriolage, la viole puis quitte les lieux, en utilisant le même mode opératoire que les trois affaires précédentes. La victime porte plainte pour viol mais sans pouvoir, là encore, décrire le visage de son violeur. Une enquête est ouverte, mais n'établit aucun lien ni de rapprochement avec les trois viols précédents, du fait que plusieurs années se soient passées depuis les faits.
Cazaux viole à quatre reprises en 1991 et 1994, toujours avec son même mode opératoire et sans qu'aucun rapprochement ne soit encore établi, car l'intervalle de temps séparant les viols est de trois ans pour certains d'entre eux : ce qui peut supposer l'existence de plusieurs violeurs et auteurs de ces faits.
Il faut attendre septembre 1994, pour que les policiers se rendent compte que les huit viols ont été commis par le même homme et avec la même technique : le violeur s’introduit de nuit chez sa victime, toujours une femme seule, coupe le compteur électrique, la réveille, lui attache les mains dans le dos avec une cordelette, et lui fait croire à un cambriolage, avant de la violer. Mais, là encore, les enquêteurs n’ont aucun suspect et les victimes n’ont aucun point commun, à l'exception de ne pas avoir de mari ou que leur compagnon soit absent lors du passage à l'acte.
Entre juillet 1996 et novembre 2001, Roland Cazaux continue de commettre des viols et tentatives de viols. Cazaux fait, en l'espace de quinze ans, au moins 36 victimes dans le Sud-Ouest de la France (région d'Arcachon, des Landes, du Pays basque). La police ne suspecte pas ce prédateur, pervers et surtout insoupçonnable. Le juge d'instruction engage un profileur, Pierre Leclair, pour tenter de cerner la personnalité du violeur et son mode opératoire. C'est ce dernier qui s'aperçoit que le « chat » perce des trous dans les volets pour observer ses victimes et vérifier qu'elles sont seules.
En 1999, un gendarme de Dax, Jean-Philippe Cheradame, fait le lien entre des viols survenus à Hossegor et la série de viols à Arcachon, montrant que le « chat » a élargi son territoire de chasse. La « Cellule viol 40 » est mise en place, regroupant la police judiciaire de Bordeaux et la Section de recherches de Pau. La médiatisation de leur enquête attire l'attention d'un retraité d'Hossegor qui a remarqué dans son quartier un homme suspect en fourgonnette, surveillant une villa, et a noté le numéro de sa plaque d'immatriculation.
Une nuit de novembre 2001, Roland Cazaux s'introduit chez une autre femme à Hossegor puis la viole avant de prendre la fuite. Il s'agit de sa trente-sixième victime connue en l'espace de quatorze ans.
En janvier 2002, c'est par un curieux concours de circonstances que Roland Cazaux est identifié. Un homme dépose plainte à la suite d'un cambriolage dans sa résidence secondaire de Seignosse. La seule chose à avoir été volée est une photo de la sœur du plaignant, Laure, qui est aussi la première victime de Cazaux en 1982,. Le recoupement avec la plaque minéralogique relevée par le retraité d'Hossegor mène au même homme, Roland Cazaux.

### Arrestation, jugement et détention
Roland Cazaux est arrêté le 20 février 2002 à son domicile, à l'âge de 43 ans. Lors de sa garde à vue, il avoue 16 viols et 20 tentatives, toujours avec le même mode opératoire : « il s’introduit de nuit chez sa victime, toujours une femme seule, coupe le compteur électrique, la réveille, lui attache les mains dans le dos avec une cordelette, et lui fait croire à un cambriolage, avant de la violer ».
Le jour de l'ouverture de son procès devant la cour d'assises de la Gironde, le 28 novembre 2005, le journaliste Michaël Hajdenberg conclut son article dans le journal Libération : Roland Cazaux « dit vouloir travailler sur lui-même, et montre de l'empathie pour des victimes [...]. Cazaux a cru pouvoir noyer son vice grâce à sa vie sociale ; il n'y est pas parvenu. Selon les experts, le Chat n'est «pas un malade mental» ; il est pleinement responsable de ses actes. Il sera donc jugé. Peut-il guérir ? Le docteur Jean-Pierre Bouchard, l'expert psychologue qui l'a examiné souligne que, dix mois après sa seconde incarcération, «ses fantasmes, source de sa dangerosité, étaient de nouveau actifs.» Depuis, il a continué de se soigner. C'est à présent à la cour d'examiner son cas. ».
Le 16 décembre 2005, la cour d'assises de la Gironde le condamne pour 34 viols à 14 ans de réclusion criminelle assortis d'une période de sûreté de 10 ans, à un suivi socio-judiciaire de 15 ans à partir de sa sortie de prison et à une obligation de soins. Il lui est interdit d'entrer en relation avec ses victimes, de séjourner pendant une durée de 10 ans en Gironde, dans les Landes et dans les Pyrénées-Atlantiques 
À l'issue de son procès, Roland Cazaux retourne en prison purger sa peine dont il est libérable à compter du 20 février 2011, date à laquelle s'achève sa période de sûreté. En prison, Cazaux est un détenu exemplaire et bénéficie de plusieurs remises de peine.

### Libération et suite
Roland Cazaux est libéré en février 2012, après avoir purgé 10 ans de détention.
Lors de l’émission L'Heure du crime du 13 mai 2015, son avocat indique qu’il est actuellement en liberté conditionnelle depuis 2012 et insiste bien sur le fait qu'il est soumis pour les 15 prochaines années à une mesure de suivi socio-psychologique.
En février 2022, Cazaux obtient l'autorisation de séjourner en Gironde, dans les Landes et dans les Pyrénées-Atlantiques, car sa période de dix ans d'interdiction de séjour s'achève.
Il est toujours sous suivi socio-judiciaire à cette date, jusqu'à l'échéance de ce dernier, en février 2027.

### Vie de famille
Il est marié et père de deux enfants.

## Documentaires et émissions sur Roland Cazaux

### Documentaires télévisés
- « Roland Cazaux, le Chat » le 10 décembre 2006 et 1er avril 2008 dans Faites entrer l'accusé sur France 2.
- « L'affaire du Chat » (troisième reportage) dans « ... en Gironde » le 13 mai et 20 juin 2013 dans Crimes sur NRJ 12.
- « L'affaire Roland Cazaux » le 25 novembre 2023 dans Au bout de l'enquête, la fin du crime parfait ? sur France 2.

### Émissions radiophoniques
- L'Heure du crime, sur RTL, présenté par Jacques Pradel :
  - L'intégrale : L'affaire Roland Cazaux, dit "le chat", 28 juin 2013 [écouter en ligne]
  - L'affaire Roland Cazaux dit "le chat", 13 mai 2015 [lire en ligne]
- Hondelatte raconte, présenté par Christophe Hondelatte :
  - Hondelatte raconte Roland Cazaux, sur Europe 1, 8 décembre 2017 [lire en ligne]
- Affaires sensibles, présenté par Fabrice Drouelle :
  - « Le Chat du Sud-Ouest », sur France Inter, 20 octobre 2020 [13]